# Хмари (фільм)
«Хмари» — радянський чорно-білий художній фільм 1973 року, знятий режисером Борисом Степановим на кіностудії «Білорусьфільм».

## Сюжет
Хлопець, який мріє про авіацію, не пройшов медичної комісії. Проте від своєї мрії не відмовився: працював, тренувався, слухав поради дорослих. Наступного року з вестибулярним апаратом було не краще: комісія знову забракувала хлопця. А він знову не змирився, влаштувався в майстерню аеропорту і через деякий час злетів у повітря на літаку, що відремонтував власними руками.

## У ролях
- Євген Герасимов — Коля
- Ія Саввіна — Марія
- Лев Дуров — Льоня
- Юрій Смирнов — Степан
- Марія Соломіна — Люся Калягіна
- Євген Меньшов — Митя
- Єгор Ніколаєв — Єгор
- Борис Гітін — Петька, працівник аеродрому
- Іван Рижов — Захарич, працівник аеродрому
- Микола Крюков — льотчик
- Федір Нікітін — вчитель
- Ігор Кашинцев — Ігор Костянтинович, начальник міського пункту кінопрокату
- Василь Фущич — лікар приймальної медкомісії
- Іван Жаров — шофер Ігоря Костянтиновича
- Леонід Сопельниченко — лікар
- Тетяна Чекатовська — стюардеса
- Геннадій Овсянников — чоловік біля будівлі кінопрокату
- Галина Рогачова — мама Люськи

## Знімальна група
- Режисер — Борис Степанов
- Сценарист — Борис Лобков
- Оператор — Віталій Ніколаєв
- Композитор — Олег Каравайчук
- Художник — В'ячеслав Кубарєв